# امباسی سوئیتز هیلتون
امباسی سوئیتز هیلتون (انگلیسی: Embassy Suites Hilton) شرکت مهمان‌نوازی آمریکایی است، که در سال ۱۹۸۴ تأسیس شد.